# 訴権
訴権（そけん）とは、①ローマ法系の私法上の概念で、ローマ法におけるactio（アクチオ）やフランス法におけるaction（アクシオン）の訳語、又は②ドイツ法系の民事訴訟法上の概念で、ドイツ法におけるKlagerechtの訳語。
②は、特定の請求権との関係で、裁判所に対して訴えを提起し、裁判所の審判を求めることで、紛争の解決を図ることのできる、当事者の権利のことなどといった説明もされ、判決請求権とも言われる。

## 概説
②の意味の訴権は、民事訴訟において用いられる概念であり、私人同士の民事訴訟制度を利用する権能のことである。一般的な憲法上の権利としての裁判を受ける権利とは異なり、特定の事案における特定の請求権との関係で具体的に発生するものである。

## 利益
訴権は、請求の内容と密接に関連する点において、訴えの利益などの訴訟要件とは性質が異なる。つまり、他の訴訟要件とは違い、訴えの利益と当事者適格の二つの要件は、当事者の請求内容について個別的に判断をするものである。この2つの要件があることにより、裁判所は本案判決を出すに値する事件に集中でき、被告側も、無益な応訴に応じることがなくなるため、負担から解放される。

## 訴権論
裁判を受ける権利が民事訴訟法における世界で議論される以前より、民事訴訟法学では私人が訴えを提起して判決を得るという形で、民事訴訟の制度を利用する、といった関係があった。この関係を、私人の国家に対する権利と捉える、という概念が訴権論である。訴権論においては、どのような要件・条件下で訴権が認められるかについて論じている。
現在では、裁判を求めることは、勝訴判決を求めることである、との考えは行きすぎであるとの見解が示され、自己の主張の当否について本案判決を求める権利を訴権として解する、という考えが通説となっている。

### 意義
訴権論は、私権と訴訟の関係を明確にし、訴えの利益や当事者適格といった観念が作られることとなった。それによって、私権と訴権との分離がなされ、分離された双方が密接に関連することが明確となった。